# Podul de Fier din Lugoj

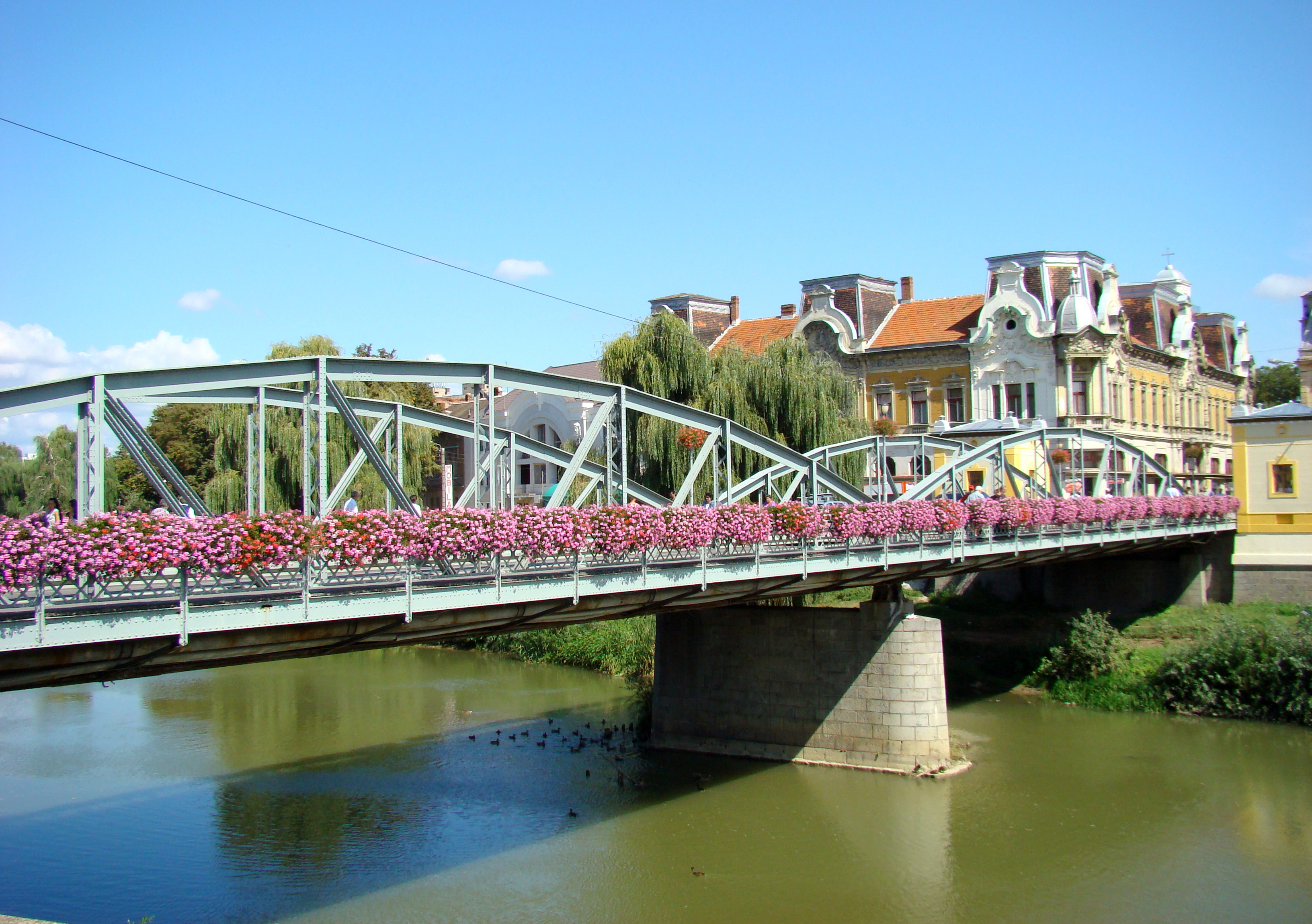
Podul de Fier din Lugoj (septembrie 2009)

Podul de Fier este o construcție emblematică a Lugojului, destinată să unifice, conform unor vechi tradiții, partea germană cu partea română a orașului.

## Istoric
În anul 1901 podul de lemn care lega cele două maluri ale râului Timiș, aflat chiar în mijlocul Lugojului, s-a deteriorat. A fost nevoie de construirea unui pod nou. Flancat de patru căsuțe de vamă, podul a fost inaugurat în anul 1902. El a înglobat o cantitate de fier de 185,554 tone, schelăria metalică fiind confecționată de uzinele din Reșița.
Deși podul a rezistat la numeroase indundații (1910, 1912, 1926, 1949, 1966, 2000, 2020), starea lui s-a înrăutățit în ultimul deceniu. Asociația Culturală Salvați Patrimoniul Timișoarei cere trecerea acestui pod pe lista monumentelor istorice, conform Ordinul nr. 2260/2008 al Ministerului Culturii și Cultelor privind aprobarea Normelor metodologice de clasare și inventariere a monumentelor istorice.

## Imagini

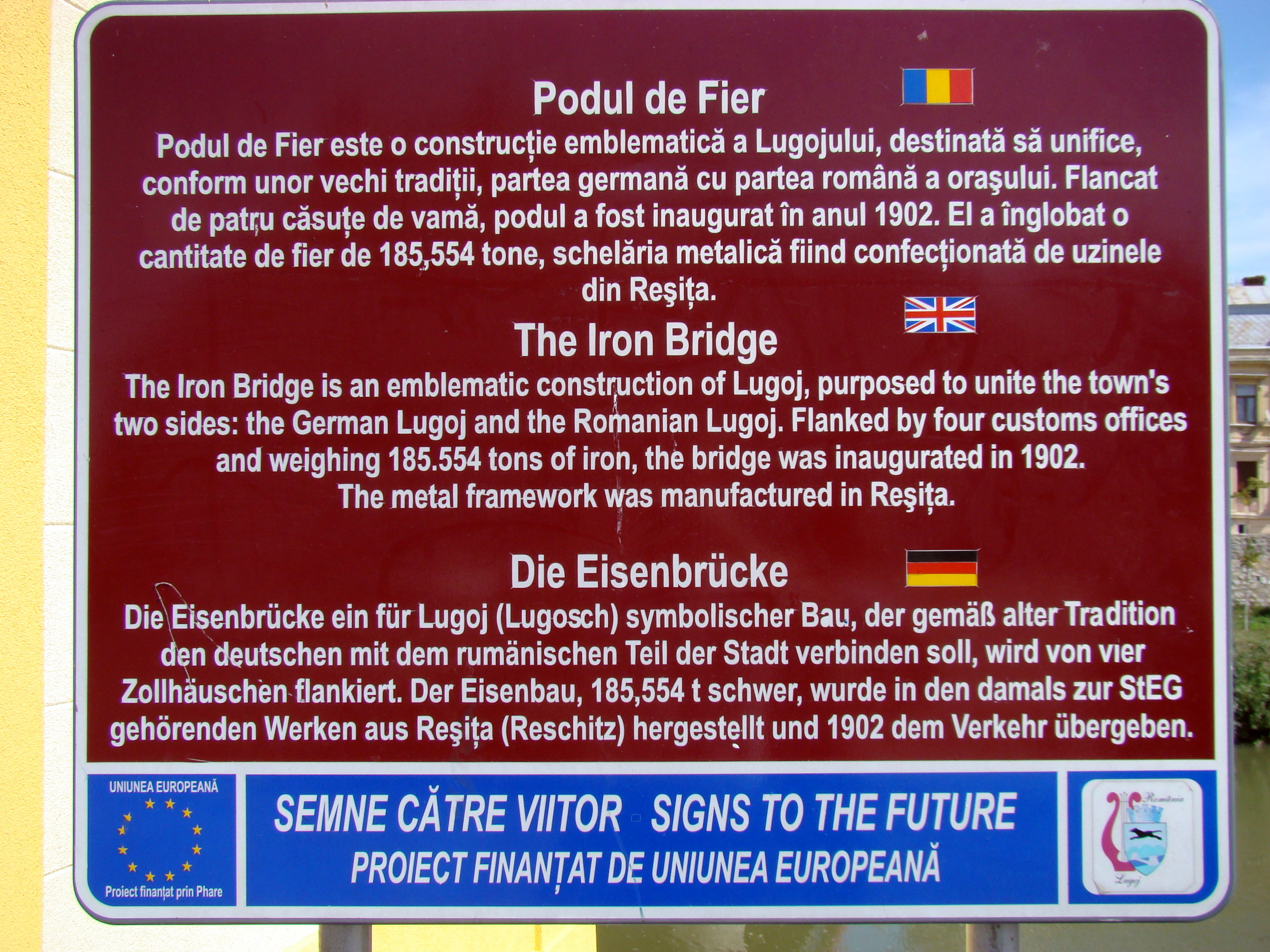
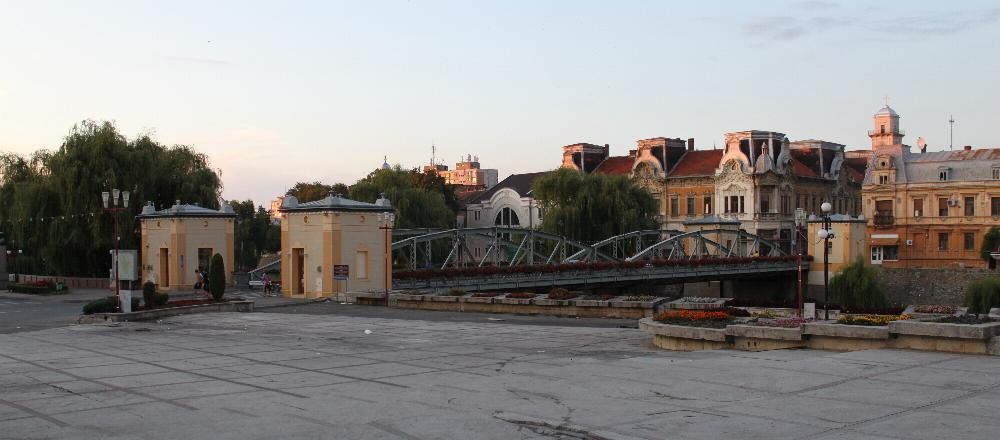
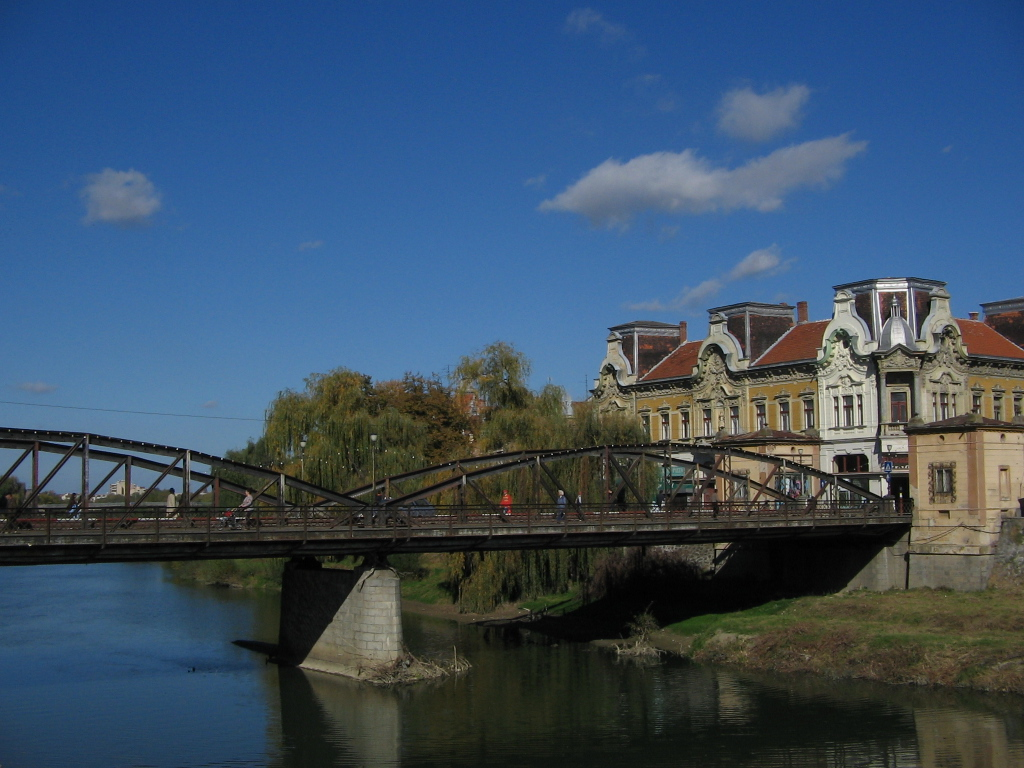
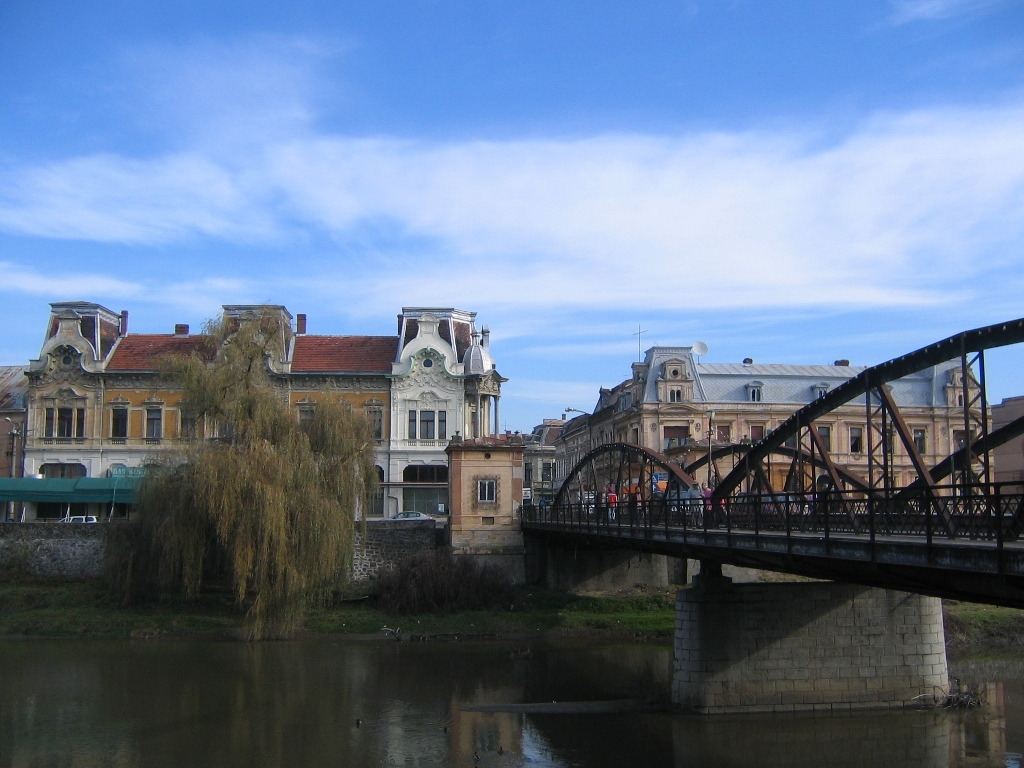
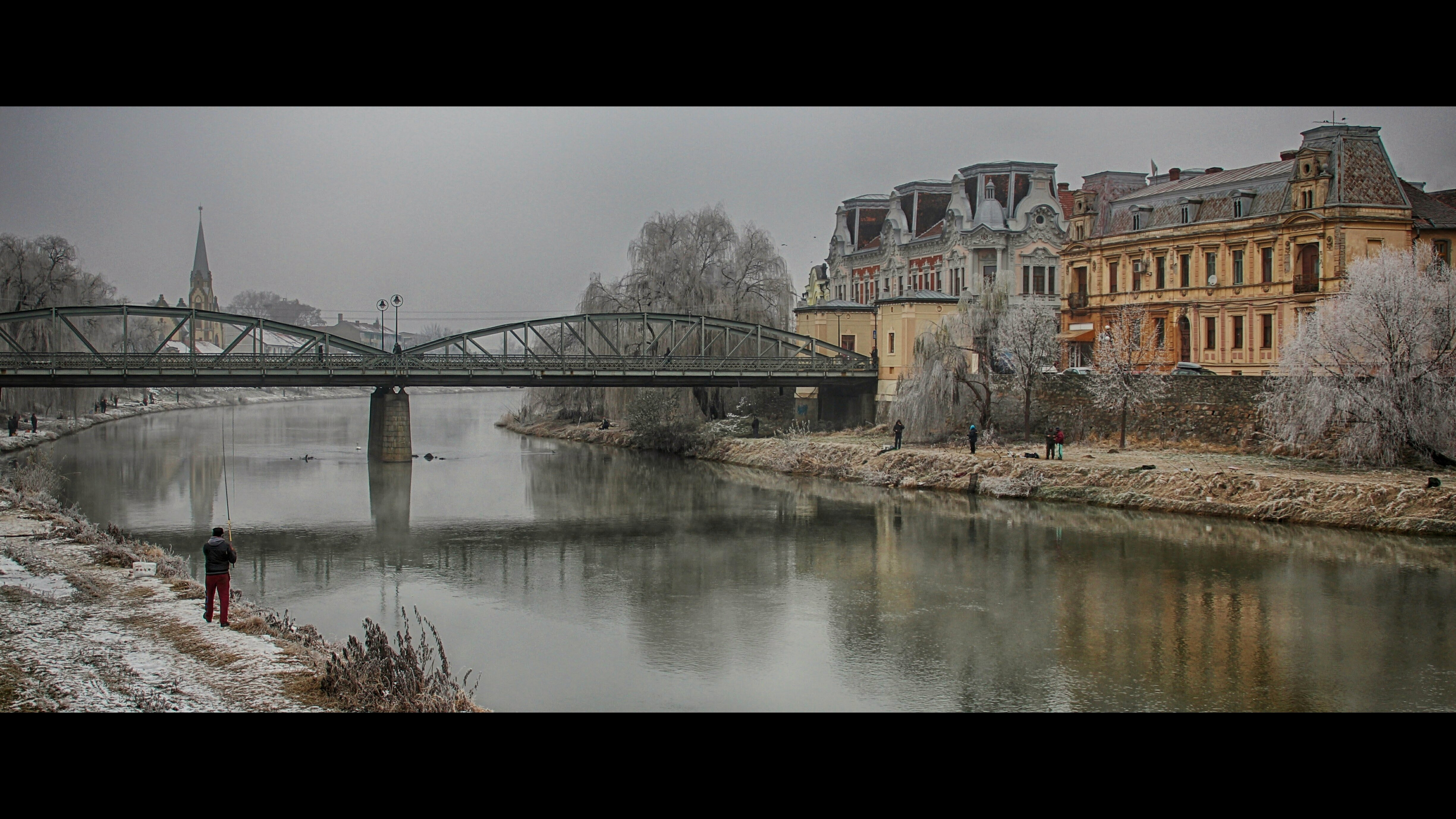
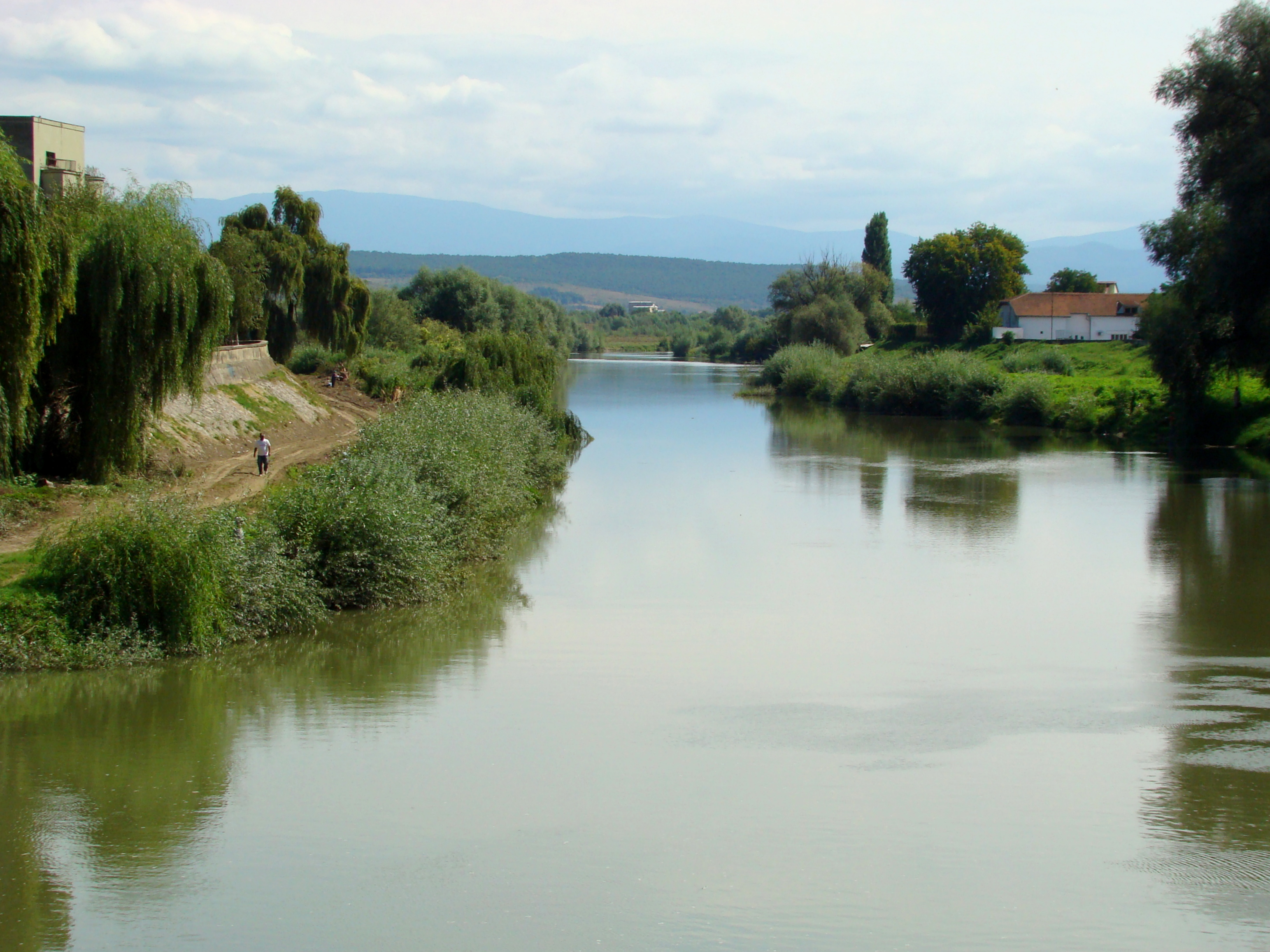
Râul Timiș la Lugoj